# Луїджі Б'янкері
Луїджі Б'янкері (італ. Luigi Biancheri; нар. 31 січня 1891, Генуя — пом. 12 грудня 1950, Рим) — італійський військово-морський діяч, дивізійний адмірал Королівських ВМС Італії, учасник Першої та Другої світових воєн.

## Біографія
Луїджі Б'янкері народився 31 січня 1891 року в Генуї у Лігурії. 1907 році вступив до Королівської військово-морської академії в Ліворно в 1907 році, 1 квітня 1911 року закінчив її енсином. Брав участь в Італійсько-турецькій війні у складі екіпажу броньованого крейсера «Амальфі». З початком Першої світової війни проходив службу на борту менших кораблів. У липні 1917 року Б'янкері було призначено до бригади морської піхоти, згодом він воював протягом усього періоду проведення наземної операції. За бойові заслуги був відзначений двома Срібними та однією бронзовою медалями «За військову доблесть».
Після закінчення війни Б'янкері отримав під своє командування флотилію швидкохідних катерів MAS з базуванням у Ліворно. У червні та липні 1919 року залучався до дій італійських експедиційних сил в Анатолії. Він також командував береговими батареями уздовж узбережжя Північної Адріатики.
З 1933 по 1935 роки він викладав мистецтво військово-морської війни у військовій школі в Турині, а в 1937 році був призначений до командування підводних сил Королівства в Римі. Між 1937 та 1938 роками, у званні капітана, він командував важким крейсером «Трієст». Пізніше він деякий час служив на есмінцях і легких крейсерах, а в 1939 році його підвищили в контрадмірали. У грудні 1939 року Б'янкері був призначений командувачем італійських військово-морських сил в Егейському морі (з базуванням на Родосі), посаду, яку він обіймав два з половиною роки.
На момент вступу Італії в Другу світову війни сили під командуванням контрадмірала Б'янкері були доволі обмеженими: два старі есмінці, чотири торпедних катери, вісім підводних човнів, п'ять моторних торпедних катерів MAS, один мінний загороджувач, один допоміжний мінний загороджувач і три канонерські човни. Це позбавляло командувача можливості розпочати активні бойові дії на маршрутах британських військово-морських перевезень в Егейському морі; в результаті лише два британські торгові кораблі були пошкоджені італійськими військово-морськими силами в акваторії моря. Перший випадок стався 19 січня 1941 року, коли італійський підводний човен «Негеллі» (пізніше потоплений кораблями ескорту) торпедував вантажне судно Clan Cumming, та 31 січня, коли італійські міноносці Lupo і Vabra зухвало атакували конвой AN 14, торпедували та вивели з ладу танкер Десмулеа до кінця війни.
Водночас, італійські сили утримували повний контроль над зоною навколо Додеканеса, основним завданням кораблів Б'янкері було супроводження суден між островами та (після падіння Греції) між островами та Грецією (британські напади на ці кораблі були дуже рідкими). Його підводні човни, розгорнуті в Егейському морі, мали поодинокі зіткнення з ворогом. Літаки, що базувалися на Родосі та Леросі, здійснили авіаційні нальоти на Хайфу та Нікосію, а під час греко-італійської війни — проти грецьких військово-морських та повітряних баз. Як командувач італійських військово-морських сил на Додеканесі, Б'янкері, можливо був причетний до потоплення нейтрального грецького крейсера «Еллі» в серпні 1940 року.
Основні події почалися відбуватися з лютого 1941 року, коли 25 лютого 1941 року британські війська у складі 200 командос та 24 королівських морських піхотинців провели операцію «Абстеншіон», захопивши італійський острів Кастелорізо, разом з його невеликим гарнізоном. Б'янкері негайно відплив із силами, які включали есмінці «Франческо Криспі» та «Квінтіно Селла», міноносці «Лупо» і «Лінц» та два катери MAS, щоб відбити острів. 27 по 28 лютого італійські військові кораблі вели артилерійський обстріл британських позицій, згодом висадили десант у кількості 240 солдатів, які відбили Кастелорізо, змусивши британських командос відступити, і взяли у полон 12 британців.
За бойові заслуги в операції з відбиття Кастелорізо Б'янкері отримав третю Срібну медаль «За військову доблесть», а згодом Савойським військовим орденом.
У березні 1941 року Луїджі Б'янкері брав участь у плануванні успішного рейду на Суда-Бей, з нападу італійських військово-морських сил на кораблі та судна союзників, що перебували на рейді в бухті Суда грецького острова Крит. Спеціальна операція проводилася бойовими плавцями 10-ї флотилії MAS, яких доставили до Суди есмінці «Криспі» та «Селла».
У травні 1941 року італійські кораблі під керівництвом Б'янкері брали участь у Критській битві, супроводжуючи конвої з німецькими підкріпленнями та висаджуючи італійські війська під Сітію.
1 грудня 1941 року два італійські катери MAS задіяли і змусили сісти на мілину на турецькому узбережжі біля Кастелорізо радянський криголам «Анастас Мікоян» під час його руху через Дарданелли до Суецького каналу.
У травні 1942 року Б'янкері залишив командування італійськими військово-морськими силами в Егейському море й отримав призначення на посаду командира 12-ї військово-морської дивізії на деякий час, а 14 листопада 1942 року він був призначений на посаду новоствореного італійського військово-морського командування «Туніс», зі штабом у Бізерті. До 6 лютого 1943 року він керував силами командування, забезпечуючи проведення конвоїв між Північною Африкою та Італією.
З лютого до червня 1943 року Б'янкері був інспектором есмінців і міноносців, а 10 серпня 1943 року отримав призначення на посаду командира 8-ї військово-морської дивізії (легкі крейсери «Аттіліо Реголо», «Джузеппе Гарібальді» і «Дука дельї Абруцці»).
Після оголошення про перемир'я Б'янкері спочатку був проти ідеї здати кораблі союзникам, але згодом він виконав накази і відплив із Генуї на чолі своїх кораблів. Потім він приєднався до головних сил адмірала Карло Бергаміні (який відплив з Ла Спеції), прямуючи до Ла Маддалени.

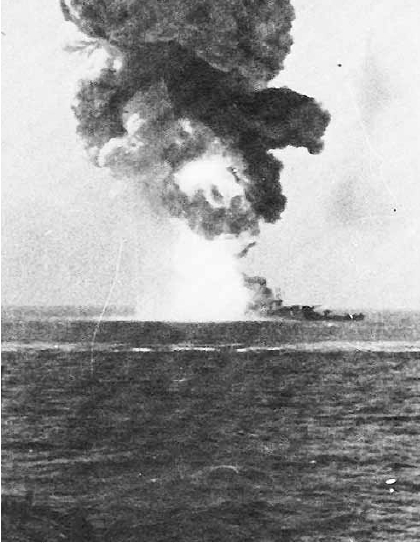
Вибух лінкору «Рома». 9 вересня 1943

9 вересня 1943 року італійський флот зазнав нападу бомбардувальників Люфтваффе з Сардинії, і Б'янкері наказав відкрити вогонь по колишніх союзниках. Однак, флагман Бергаміні, лінкор «Рома», був уражений радіокерованими протикорабельними ракетами Fritz X, запущеними німецькими бомбардувальниками Do 217, і швидко затонув, і командування перейшло до адмірала Ромео Оліва. Б'янкері наказав есмінцям «Мітральере», «Фучільере» та «Карабінері» врятувати вцілілих людей.
Після затоплення «Роми» італійський флот рушив на Мальту; 11 вересня коли кораблі були вже поблизу острова, Б'янкері передав Оліві повідомлення (яке отримали всі кораблі флоту) із пропозицією затопити флот, як тільки вони увійдуть до бухти острова, але адмірал Оліва відхилив пропозицію. Того ж дня 8-ма дивізія увійшла до бухти Святого Павла на Мальті.
Після капітуляції західним союзникам Луїджі Б'янкері зберігав своє командування 8-ї дивізією. З кінця 1943 по 15 лютого 1944 року його кораблі виконували обов'язки стосовно супроводження і патрулювання на союзних маршрутах в Атлантиці.
Після закінчення війни Б'янкері продовжував службу на флоті, посідав декілька посад у післявоєнній Італії.
12 грудня 1950 року дивізійний адмірал Луїджі Б'янкері помер у Римі.